# Discografia de Gisele Nascimento
A discografia de Gisele Nascimento compreende 11 álbuns, intérprete da música gospel no Brasil. Em sua carreira musical, recebeu duas certificações da Associação Brasileira de Produtores de Disco (ABPD). Segue em baixo sua discografia e certificados. 

## Discografia
| Ano  | Álbum | Vendas         | Certificações                             |
| ---- | --- | -------------- | ----------------------------------------- |
| 2001 | Tua Presença - Lançamento: 2001 - Formatos: CD - Gravadora: Line Records                                         |                |                                           |
| 2003 | Vencer ou Vencer - Lançamento: 2003 - Formatos: CD - Gravadora: Line Records                                     | - 100.000      | - Disco de Ouro, mas não foi certificado. |
| 2005 | Minha Herança - Lançamento: setembro de 2005 - Formatos: CD - Gravadora: Line Records                            | - 50.000       | - Disco de Ouro, mas não foi certificado. |
| 2006 | Transforma-me - Lançamento: dezembro de 2006 - Formatos: CD - Gravadora: Top Gospel                              | - 20.000       |                                           |
| 2008 | Deus de Providência - Lançamento: setembro de 2008 - Formatos: CD - Gravadora: Line Records                      | - 50.000       | - Ouro                                    |
| 2010 | Rios de Milagres - Lançamento: dezembro de 2010 - Formatos: CD - Gravadora: Line Records                         | - 40.000       | - Disco de Ouro, mas não foi certificado. |
| 2013 | O Sonho não Acabou - Lançamento: junho de 2013 - Formatos: CD - Gravadora: MK Music                              | - 50.000       | - Ouro                                    |
| 2015 | Janelas da Alma - Lançamento: maio de 2015 - Formatos: CD - Gravadora: MK Music                                  | - 30.000       |                                           |
| 2017 | Lágrimas Ensinam - Lançamento: 14 de dezembro de 2017 - Formatos: CD - Gravadora: MK Music                       | - 5.000        |                                           |
| 2020 | Gisele Nascimento Ao Vivo - Lançamento: 3 de dezembro de 2020 - Formatos: Download digital - Gravadora: MK Music | - Desconhecido |                                           |
| 2022 | Esperança - Lançamento: 13 de janeiro de 2022 - Formatos: Download digital - Gravadora: MK Music                 | - Desconhecido |                                           |